# Vasco Vieira da Costa
Vasco Vieira da Costa (* 1911 in Aveiro; † 1982 in Porto) war ein portugiesischer Architekt.

## Leben
Er siedelte früh er mit seinen Eltern nach Angola um, von wo er mit einem Stipendium der Kolonialregierung 1940 für ein Architekturstudium an der Escola de Belas Artes in Porto nach Portugal zurückkehrte. Nach seinem Abschluss 1945 ging er nach Paris, dort studierte er zunächst am Institut d’urbanisme und arbeitete dann von 1946 bis 1948 mit Le Corbusier zusammen.
1949 kehrte Vieira da Costa nach Luanda zurück, wo er eine Anstellung in einer Planungsabteilung der Stadtverwaltung annahm. Nach zunehmenden Differenzen mit der Kolonialregierung gab er seine Stelle auf und arbeitete fortan als freier Architekt. Ab 1959 ging er eine Zusammenarbeit mit dem Laboratório de Engenharia de Luanda (Ingenieurs-Entwicklungsbüro von Luanda) ein. 1970 wurde er Delegierter der angolanischen Sektion von Portugals Architektengewerkschaft, vorgeschlagen von Francisco Castro Rodrigues. Nach der Unabhängigkeit nahm er die Staatsbürgerschaft Angolas an und gründete 1979 in Luanda mit Unterstützung seiner Alma Mater die Architekturschule Escola de Arquitectura de Luanda, deren Direktor er bis zu seinem Tod 1982 war.

## Werke (Auswahl)

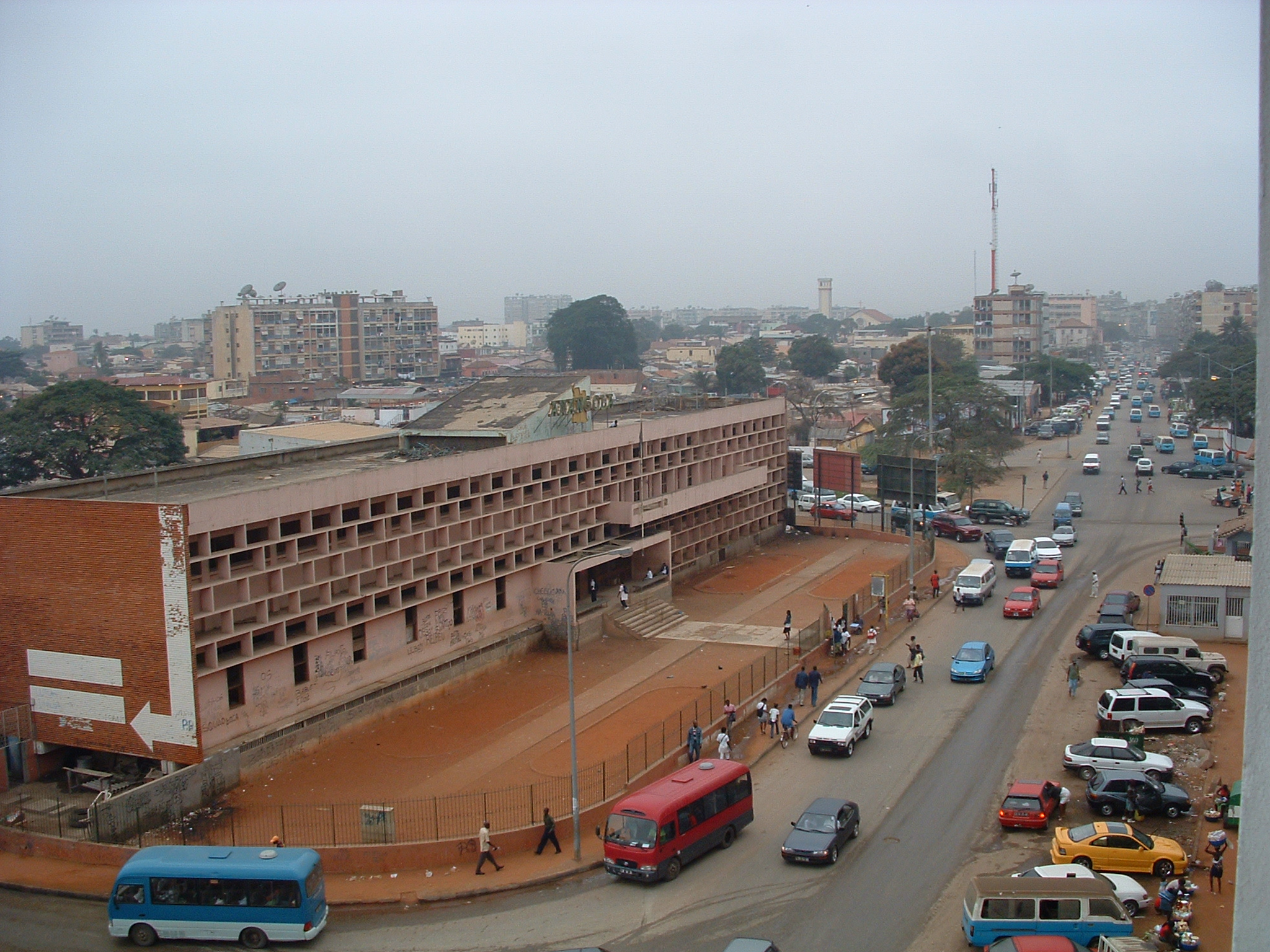
Das 1963 errichtete Gebäude der Anangola, Luanda 2005

- Das 1963 errichtete Gebäude der Anangola, Luanda 20051932: Teatro Nacional Chá da Caxinde, Luanda[3]
- 1952–1952: Mercado do Quinaxixe, Luanda; Markthalle, 2008 abgerissen[4]

- 1960er Jahre: Cinema São Paulo, Luanda[5]
- 1960er Jahre: Instituto Pio XII de Educação e Serviço Social, Luanda[6]
- 1963: Edifício da Anangola, Luanda[7]
- 1965: Residência de Estudantes, Luanda[8]
- 1965: Laboratório de Engenharia de Luanda, Luanda[9]
- 1965: Edifício Servidores do Estado, Luanda[10]
- 1968: Casa Inglesa, Luanda[1][11]
- 1968: Ministério das Obras Públicas de Angola, auch Edifício Alfredo Matos, Luanda[12]
- 1970: Hospital Escolar Veterinário, Nova Lisboa [Huambo][1][13]